# استالونه (مستند)
استالونه (انگلیسی: Sly) یک فیلم مستند آمریکایی محصول سال ۲۰۲۳ که دربارهٔ زندگی و میراث سیلوستر استالونه به کارگردانی تام زیمنی است. این فیلم برای اولین بار در جشنواره بین‌المللی فیلم تورنتو در سال ۲۰۲۳ به نمایش درآمد و در ۳ نوامبر ۲۰۲۳ توسط نتفلیکس منتشر شد.
این فیلم به بررسی زندگی سیلوستر استالونه و نزدیک به ۵۰ سال زندگی حرفه‌ای او می‌پردازد، از کودکی خشن در منهتن تا بازیگر مبارز تا فیلم‌ساز اکشن و ستاره فرنچایزهای هالیوود از جمله راکی، رمبو و بی‌مصرف‌ها. این شامل فیلم‌هایی از پیگیری استالونه برای فیلم‌سازی، صحنه‌هایی از فیلم‌های او، عکس‌هایی از دوران کودکی‌اش، و مصاحبه‌هایی با آرنولد شوارتزنگر، فرانک استالونه، هنری وینکلر، تالیا شایر، جان هرتسفلد، وسلی موریس و کوئنتین تارانتینو است.

## بازخوردها
در راتن تومیتوز بر اساس رای ۴۴ منتقد دارای امتیاز ۷۷ درصد و نمره ۶٫۳ از ۱۰ می‌باشد. در متاکریتیک که از میانگین وزنی استفاده می‌کند، بر اساس رای ۱۷ منتقد، امتیاز ۶۲ از ۱۰۰ را به فیلم اختصاص داده‌است که نشان دهنده نقدهای «عموماً مطلوب» است.